# Trentwood
Trentwood és una concentració de població designada pel cens dels Estats Units a l'estat de Washington. Segons el cens del 2000 tenia 4.388 habitants.

## Demografia
Segons el cens del 2000, Trentwood tenia 4.388 habitants, 1.546 habitatges, i 1.179 famílies. La densitat de població era de 957,2 habitants per km².
Dels 1.546 habitatges en un 42,6% hi vivien nens de menys de 18 anys, en un 57,2% hi vivien parelles casades, en un 13,8% dones solteres, i en un 23,7% no eren unitats familiars. En el 18,2% dels habitatges hi vivien persones soles el 4,4% de les quals corresponia a persones de 65 anys o més que vivien soles. El nombre mitjà de persones vivint en cada habitatge era de 2,82 i el nombre mitjà de persones que vivien en cada família era de 3,2.
Per edats la població es repartia de la següent manera: un 31,1% tenia menys de 18 anys, un 8,5% entre 18 i 24, un 31,4% entre 25 i 44, un 21,9% de 45 a 60 i un 7,2% 65 anys o més.
L'edat mediana era de 34 anys. Per cada 100 dones de 18 o més anys hi havia 100,9 homes.
La renda mediana per habitatge era de 41.128 $ i la renda mediana per família de 45.455 $. Els homes tenien una renda mediana de 31.968 $ mentre que les dones 25.368 $. La renda per capita de la població era de 16.566 $. Aproximadament el 7,9% de les famílies i el 8,6% de la població estaven per davall del llindar de pobresa.

## Poblacions més properes
El següent diagrama mostra les poblacions més properes.